# Versiliaite
La versiliaite è un minerale.